# Rundfunkabgabe (Schweiz)
Die heutige Abgabe für Radio und Fernsehen (Haushaltsabgabe gemäss Art. 69 ff. RTVG sowie die Unternehmensabgabe gemäss Art. 70 ff. RTVG) und die Empfangsgebühr (Art. 109b RTVG) bilden das schweizerische Gebührenmodell zur Finanzierung des Service public im Bereich Rundfunk. Davon erhält die Schweizerische Radio- und Fernsehgesellschaft (SRG) im Rahmen des Wettbewerbs rund 75 Prozent, den Rest die übrigen konzessionierten, privatrechtlichen lokalen Radio- und Fernsehsender (vgl. Schweizerische Radio- und Fernsehgesellschaft#Die Gesellschaft).

## Geschichte
Von 1998 bis 2018 war die Billag vom Bund mit dem Inkasso der Gebührengelder beauftragt. Seit 2019 gibt es eine Radio- und Fernsehabgabe, die durch die Serafe AG (Schweizerische Erhebungsstelle für die Radio- und Fernsehabgabe) eingezogen wird. Mit einem Referendum stimmte das Schweizer Volk ab, ob es den Rundfunkbeitrag weiter geben soll. Eine knappe Mehrheit von 50,1 Prozent entschied sich dafür. Vor der Reform gab es in der Schweiz noch gerätebezogene Gebühren. Der Haushalt der Schweizerischen Radio- und Fernsehgesellschaft (SRG) wurde durch die Benutzer von Rundfunk- und Fernsehgeräten finanziert.
Am 4. März 2018 lehnten die Schweizer eine Volksinitiative zur Abschaffung der Empfangsgebühren mit 71,6 % ab. Der Schweizer Bundesrat beschloss, dass die Empfangsgebühr ab dem 1. Januar 2019 durch eine geräteunabhängige Abgabe abgelöst werden soll. Die SRG kündigte daraufhin Einsparungen an.
Seit 2019 erfolgt die Finanzierung der Sendeanstalten mit öffentlichem Leistungsauftrag durch alle Haushalte, wobei Nichtbesitzer von Empfangsgeräten sich während einer 5-jährigen Übergangsfrist von der Rundfunkabgabe befreien lassen können. Die Höhe der Abgabe wurde zunächst auf 365 Franken festgesetzt. 2021 sank sie auf 335 Franken.
Zuvor betrug die Gebühr 451 Franken, wenn man Radio und Fernseher angemeldet hatte. Die Senkung werde dadurch möglich, dass mit der Neuregelung mehr Haushalte und Betriebe als bisher zur Kasse gebeten werden, erklärte die Regierung. Die Mehrheit des Nationalrates schloss sich der Argumentation an, dass die technologische Entwicklung einen Systemwechsel erforderlich mache. Heutzutage brauche man keine Radio- oder TV-Geräte mehr, um Sendungen zu empfangen. Dank Internet sei dies auch mit Computern, Tablets oder Smartphones möglich. Es gibt unter Angabe bestimmter Gründe Möglichkeiten, die Abgabe nicht zahlen zu müssen. Bei Unternehmen richtet sich die Höhe der Zahlung nach dem Umsatz. Unternehmen, die nur einen geringen Umsatz machen, sollen von der Abgabe befreit werden. Laut Regierungsangaben ist dies bei drei Viertel der Unternehmen der Fall. Für Unternehmen, die über der Bemessungsgrenze von 500'000 Franken liegen, werden gestaffelte Beiträge erhoben.
Im europäischen Durchschnitt zahlen die Schweizer am meisten für das Fernsehen und den Rundfunk mit öffentlichem Leistungsauftrag. SRG-Chef Roger de Weck und Bundesrätin Doris Leuthard sagten, dass es um eine technische Frage gehe. Die Kritiker führten unter anderem an, dass dann die Gebühren in eine Art Mediensteuer umgewandelt würden. Es wurde auch über den Auftrag und zum zweiten über die Kosten der SRG geredet. Ein Grund für die hohen Kosten ist die Viersprachigkeit der Schweiz. «Wären wir ein einsprachiges Land, hätten wir 60 Prozent der heutigen Gebühren», sagte SRG-Direktor de Weck in der Sendung «Schawinski». «Ohne die Gebühren wären die kleineren Landesteile schlicht nicht in der Lage, ein Programm auf dem Niveau der Deutschschweizer zu haben.» Unter anderem erhalten auch die sprachlichen Minderheiten viel mehr Mittel. Viele Zeitungsverleger fordern, dass die öffentlich-rechtlichen Sender schrumpfen. Sie seien zu teuer und zu gross. Die Schweizerische Volkspartei (SVP Schweiz) will sie ganz abschalten.

## Empfangsgebühren (1987–2018)
Entwicklung der Empfangsgebühren für Privatpersonen (inkl. Mehrwertsteuer von 2,4 % (1987–2011), 2,5 % (2011–2015) bzw. 0 % (2015–2018)).
| Jahr      | Radio (CHF) | Fernsehen (CHF) | Total (CHF) |
| --------- | ----------- | --------------- | ----------- |
| 1987–1990 | 94.80       | 184.80          | 279.60      |
| 1991–1992 | 118.80      | 231.60          | 350.40      |
| 1993–1994 | 153.60      | 243.60          | 397.20      |
| 1995–1999 | 160.80      | 248.40          | 409.20      |
| 2000      | 162.00      | 270.00          | 432.00      |
| 2001–2002 | 162.00      | 270.60          | 432.60      |
| 2003–2006 | 169.00      | 281.40          | 450.40      |
| 2007–2010 | 169.00      | 293.00          | 462.00      |
| 2011–2015 | 169.15      | 293.25          | 462.40      |
| 2015–2018 | 165.00      | 286.10          | 451.10      |

## Abgabe für Radio und Fernsehen (seit 2019)
Nach dem Systemwechsel 2019 von der geräteabhängigen Empfangsgebühr zur geräteunabhängigen Haushaltabgabe sind grundsätzlich alle privaten Haushalte in der Schweiz abgabepflichtig. Unabhängig von der Anzahl der in einem privaten Haushalt lebenden Personen haben diese nur eine Gebühr zu bezahlen. Autoradios, PCs und Handys sind hierbei eingeschlossen. Die vom Bundesrat festgelegte Höhe der Abgabe beträgt 335 Schweizer Franken pro Jahr. Nichtbesitzer von Empfangsgeräten können sich während einer 5-jährigen Übergangsfrist von der Rundfunkabgabe befreien lassen. Empfänger von Ergänzungsleistungen zur AHV/IV nach Bundesrecht können auf Gesuch hin von den Gebühren befreit werden.
Eine Wohngemeinschaft zahlt dieselbe Gebühr wie jeder andere Privathaushalt; alle volljährigen und abgabepflichtigen Mitglieder der Wohngemeinschaft haften solidarisch für die Abgabe. Personen, die als Wochenaufenthalter gemeldet sind, sind jedoch von der Abgabe befreit, da sie die Abgabe bereits an ihrem Wohnort entrichten müssen.
Kollektivhaushalte, also Alters-, Jugend- und Behindertenheime, zahlen gemeinsam 670 Schweizer Franken pro Jahr.
Entwicklung der Abgabe für Privathaushalte und Kollektivhaushalte:
| Jahr      | Privathaushalte (CHF) | Kollektivhaushalte (CHF) |
| --------- | --------------------- | ------------------------ |
| 2019–2020 | 365.00                | 730.00                   |
| seit 2021 | 335.00                | 670.00                   |

Unternehmen, die in der Schweiz mehrwertsteuerpflichtig sind (mit Sitz, Wohnsitz oder Betriebsstätte in der Schweiz) und mit einem weltweiten Umsatz von über 500'000 Schweizer Franken, unterliegen automatisch der Radio- und Fernsehabgabe. Die Unternehmensabgabe wird durch die Eidgenössische Steuerverwaltung (ESTV) erhoben.

## SRG-Halbierungsinitative ("200 Franken sind genug!")
Im Jahr 2023 wurde die Volksinitiative «200 Franken sind genug! (SRG-Halbierungs-Initiative)»  lanciert. Die Initiative verlangt eine Reduktion der Medienabgabe von 335 Franken auf 200 Franken. Zudem sollen Unternehmen vollständig von der Abgabe befreit werden.
Die Eidgenössische Medienkommission EMEK gab in einer Medienmitteilung bekannt, dass die Halbierungsinitative den medialen Service public schwächen und zu Kürzungen von Programmen führen würde.
Der Urnengang zur Initiative wird voraussichtlich 2026 stattfinden.